# 沃克莱
沃克莱（法語：Vauclaix，法語發音：[voklɛ]）是法国涅夫勒省的一个市镇，属于克拉姆西区。

## 地理
沃克莱（47°13'56"N, 3°49'25"E）面积14.39 平方千米，位于法国勃艮第-弗朗什-孔泰大區涅夫勒省，该省份为法国中部省份，北至约讷省，西北接卢瓦雷省，西接谢尔省，南至阿列省，东南接索恩-卢瓦尔省，东临科多尔省。
与沃克莱接壤的市镇（或旧市镇、城区）包括：洛尔姆、塞尔翁、加科涅、梅尔、蒙特勒永。

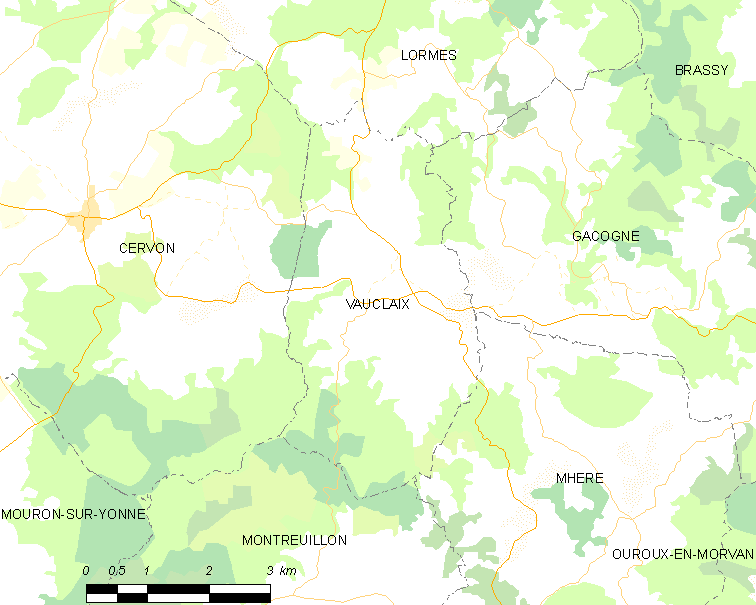
沃克莱的OSM定位图

沃克莱的时区为UTC+01:00、UTC+02:00（夏令时）。

## 行政
沃克莱的邮政编码为58140，INSEE市镇编码为58305。

## 政治
沃克莱所属的省级选区为科尔比尼县。

## 人口

1962-2008年间沃克莱人口变化图示

沃克莱于2022年1月1日时的人口数量为135人。